# Riu Stillaguamish
El riu Stillaguamish és un riu del nord-oest de l'estat de Washington, als Estats Units. Està format principalment per dues forquilles, la més llarga forquilla del nord (72 km) i la del sud. Les dues forquilles s'uneixen a Arlington. Des d'allà el riu recorre 35 km fins que desemboca a Port Susan. La seva conca drena part de la Serralada de les Cascades, al nord de Seattle.

## Curs

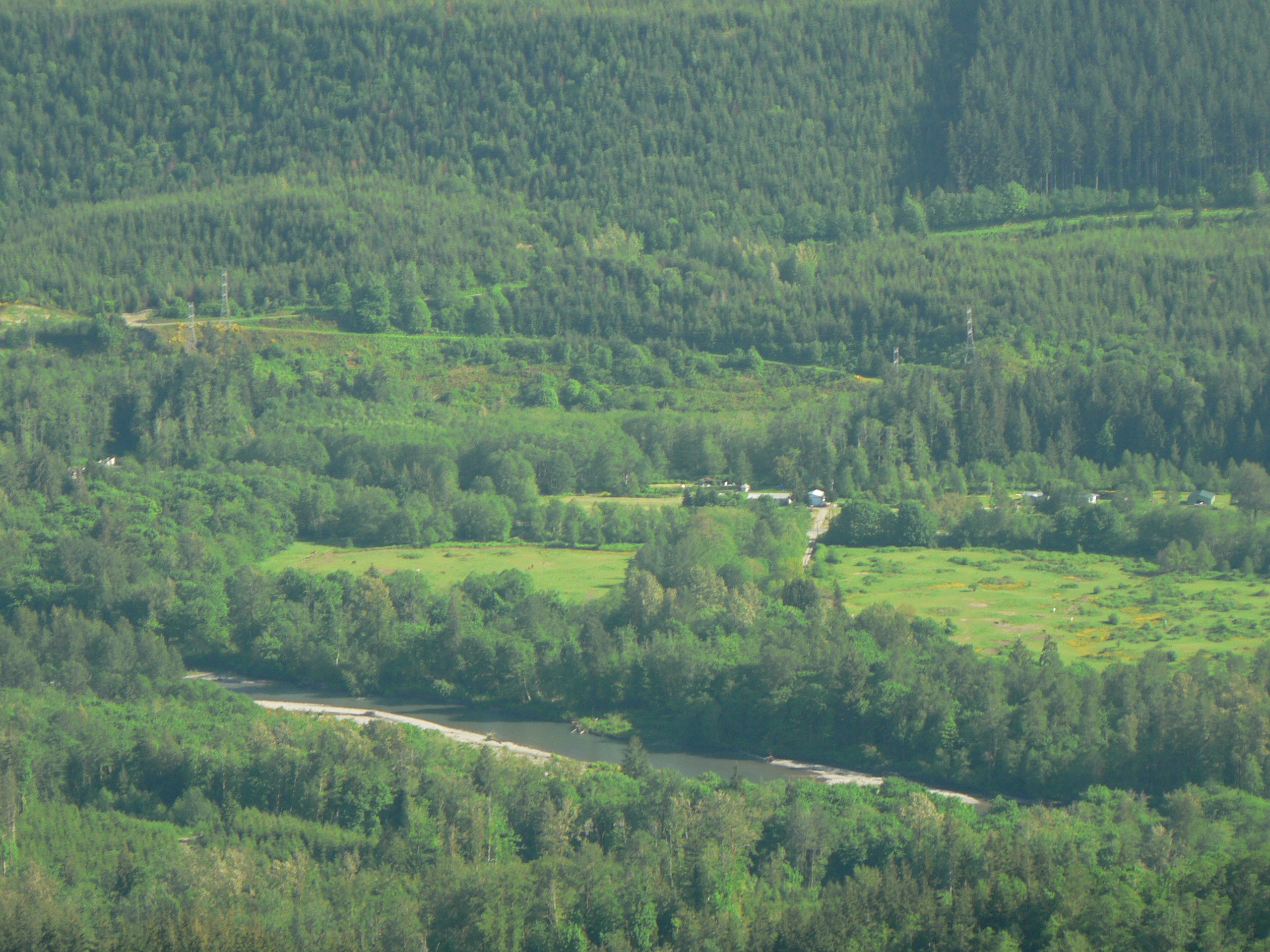
La forquilla nord a l'oest de Darrington

El riu Stillaguamish està format per la confluència de les forquilles nord i sud, que neixen a la Serralada de les Cascades.
La forquilla nord neix de diversos corrents en una àrea remota del Comtat d'Skagit, prop del pic Finney, a uns 16 km al nord de Darrington. Recollint molts rierols afluents pel camí, el riu es dirigeix al sud, poc després gira cap a l'oest, anant més o menys en paral·lel amb la frontera entre els comtats d'Skagit i Snohomish. Entre els afluents de la forquilla nord es troben el riu Boulder i el Deer Creek.
La forquilla sud (48 km) neix al centre del Comtat de Snohomish, a uns 32 km al sud de Darrington, i es dirigeix cap a l'oest i el nord-oest a través de Silverton, Verlot i les Granite Falls.
Les dues forquilles s'uneixen a Arlington al nord-oest del Comtat de Snohomish. Des d'allà el corrent es dirigeix cap a l'oest, desembocant a l'extrem nord de Port Susan, un braç de l'estret de Puget, aproximadament 16 km a l'oest d'Arlington. Entre les forquilles nord i sud s'hi troba una part de l'Àrea Recreativa Nacional del Mont Baker anomenada Boulder River Wilderness.

## Història natural
El riu Stillaguamish i els seus afluents són coneguts pels seus salmons. Fins a 8 espècies de salmònid utilitzen el riu per fresar: Oncorhynchus tshawytscha, salmó platejat, salmó keta, salmó rosat del Pacífic, salmó vermell, truita arc de Sant Martí, truita de Clark i salvelinus confluentus.

## Hidrologia
Els nivells d'aigua de la forquilla nord del riu Stillaguamish es controlat per mitjà de mesuradors controlats per l'USGS, podent variar com a màxim 4 metres d'alçada. El nivell del riu s'eleva i disminueix molt ràpid, amb una durada mitjana d'inundació de la forquilla nord de 8 hores. De les 5 nivells d'inundació més elevats registrats a la forquilla nord, 3 han tingut lloc des del 2009.

## Història
Segons l'USGS, altres noms del riu Stillaguamish, inclouen riu Tuxpam, riu Stoh-luk-whahmpsh, riu Stillaquamish, riu Steilaguamish, riu Stalukahamish, i altres variacions similars.
La colada de fang d'Oso va tenir lloc el 2014 a la forquilla nord del riu.